# Juliána Nizozemská
Juliana Louise Emma Marie Wilhelmina (30. dubna 1909, Haag – 20. března 2004, Soestdijk, Baarn) byla nizozemská královna, oranžsko-nasavská princezna, meklenburská vévodkyně a lippsko-biesterfeldská kněžna. Vládla v Nizozemsku od 4. září 1948 do 30. dubna 1980.

## Mládí

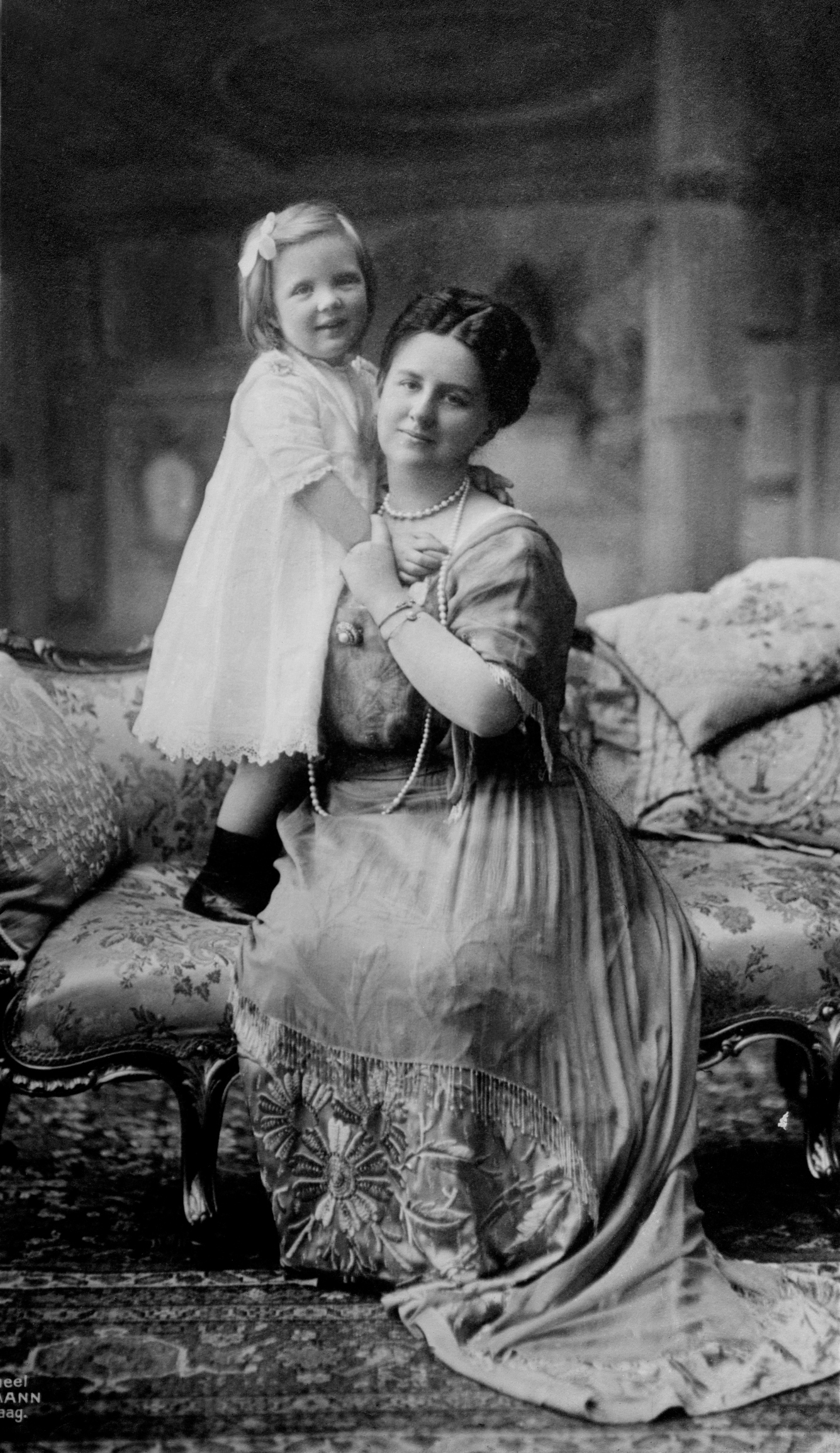
Juliana se svou matkou, královnou Vilemínou, v roce 1914

Juliana byla jediná dcera královny Vilemíny a jejího manžela knížete Jindřicha Meklenburského. Panovala v Nizozemsku od abdikace své matky 4. září 1948 do vlastního odstoupení z trůnu v den svých narozenin 30. dubna 1980 (tento den, zvaný Dnem Královny – Koninginnendag, se stal státním svátkem a dodnes je každoročně oslavován).
Matka budoucí nizozemské královny dělala vše pro to, aby její jediná dcera neměla podobný smutný osud jako ona a aby se mohla bavit a vyrůstat s dětmi svého věku. Následnice trůnu byla vychovávána v prostotě, v občanském prostředí, protože však nizozemská ústava předpokládala, že při dosažení osmnácti let věku bude připravena k převzetí trůnu, byla její výchova více akcelerována, nežli u jiných dětí. Juliána strávila dětství v paláci Het Loo v Apeldoornu, v paláci Noordeinde a paláci Huis ten Bosch v Haagu. Na radu vychovatele Jana Ligtharta byla v paláci Noordeinde vytvořena malotřídní školní třída, aby mohla princezna od šesti let získávat základní vzdělání s dětmi svého věku. Tyto děti byly baronka Elise Bentincková, baronka Elisabeth van Hardenbroek a jonkvrouwe Miek (Mary) de Jonge.

Dva dny po osmnáctých narozeninách uvedla matka mladou ženu do „Raad van State“ (Státní rady). V tomtéž roce začala studovat na Univerzitě v Leidenu sociologii, ekonomii, základy práva, religionistiku, během studií se účastnila i přednášek o kultuře Surinamu a Antil, mezinárodních vztazích, mezinárodním právu, historii. Studovala privátně i základy islámu, náboženství praktikovaného v mnoha nizozemských koloniích. Získala titul doktora politických věd a velmi odpovědně se připravovala na svou budoucí roli královny.

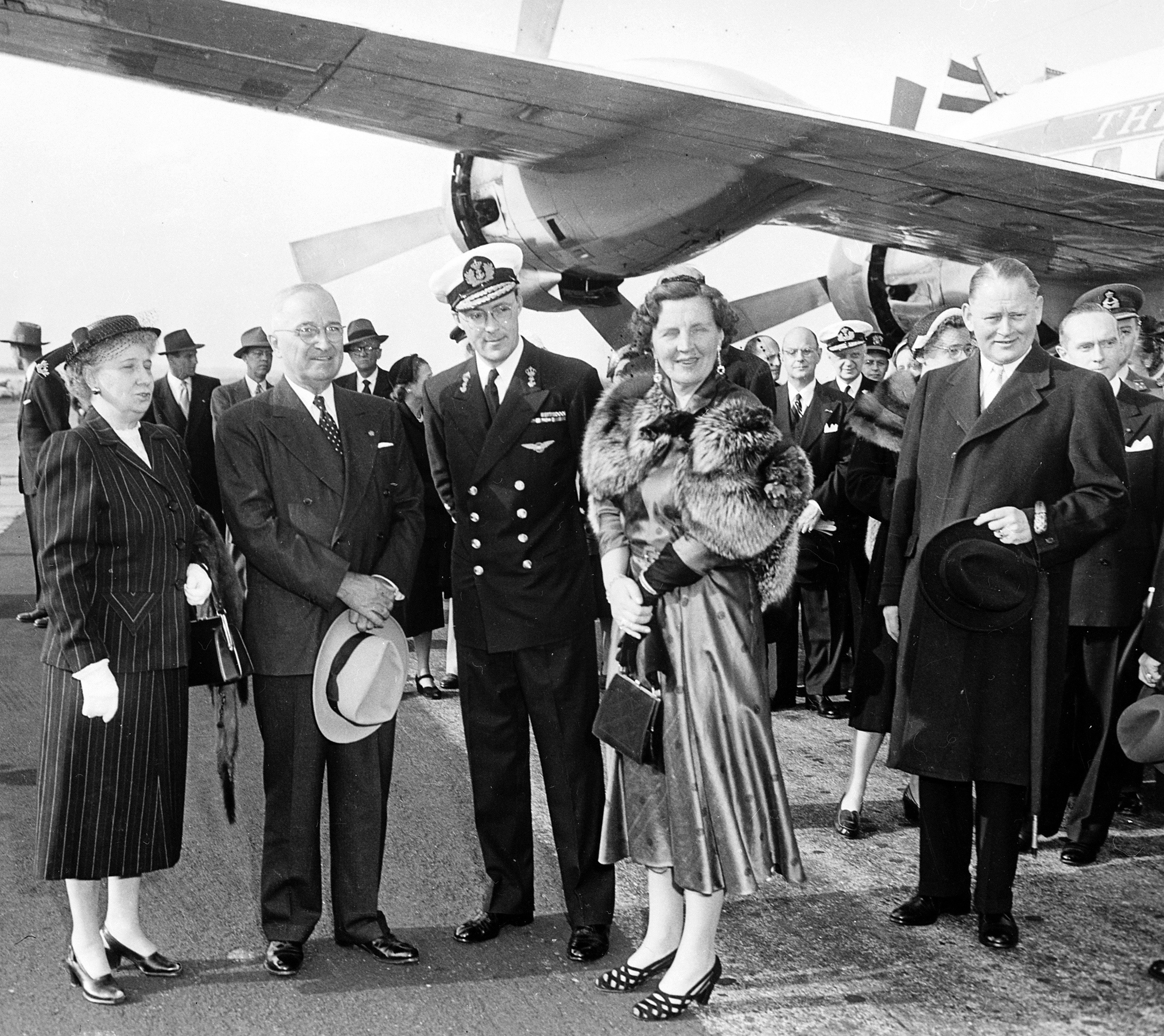
Americký president Truman s manželkou vítají královnu Julianu a jejího manžela, prince Bernharda, na washingtonském letišti (2. dubna 1952).

## Manželství
V souladu se zaběhnutými zvyky královna Vilemína začala hledat pro Julianu vhodného ženicha. V roce 1936 při příležitosti zimních olympijských her v Garmisch-Partenkirchenu poznala Juliana knížete Bernarda z Lippe-Biesterfeldu. Její volba byla matkou akceptována a královský rod Orange-Nassau i celý nizozemský národ svatbu princezny a knížete Bernarda z Lippe-Biesterfeldu (7. ledna 1937 – ve výroční den svatby Julianiných prarodičů, krále Viléma III. Nizozemského a královny Emmy Waldecko-Pyrmontské, padesát osm let předtím) se vzrušením přivítal. Všude se objevily oranžové stuhy, ulice a náměstí Haagu byly ozdobeny osvětlenými sloupy. Kníže Bernard byl atraktivní mladý muž a třebaže nebyl playboy, byl osobou dynamického netradičního životního stylu; princezna Juliana se do něho zamilovala hluboce a její láska trvala celý život, přetrvavši odloučení během druhé světové války stejně jako občasné neshody či mimomanželské vztahy a veřejně známé nelegitimní potomky knížete.
Z manželství vzešly čtyři dcery:
- Beatrix (* 31. ledna 1938), nizozemská královna v letech 1980–2013, ⚭ 1966 Claus van Amsberg (6. září 1926 – 6. října 2002)
- Irene (* 5. srpna 1939), nizozemská princezna, ⚭ 1964 Karel Hugo Bourbonsko-Parmský (8. dubna 1930 – 18. srpna 2010), rozvod 1981
- Margriet (* 19. ledna 1943), nizozemská princezna, ⚭ 1967 Pieter van Vollenhoven (* 30. dubna 1939)
- Christina (18. února 1947 – 16. srpna 2019), nizozemská princezna, ⚭ 1975 Jorge Guillermo (* 1. srpna 1946), rozvod 1996

## Panování
V roce 1948 královna Vilemína ve prospěch dcery abdikovala. Nová královna se odstěhovala z ponurého královského paláce v Haagu, aby vedla na venkově spokojený život s knížetem Bernardem a svými čtyřmi dcerami. Ještě před nástupem na trůn musela během několika týdnů na podzim roku 1947 a poté ještě 1948 zastupovat svou matku jako regentka z důvodu její nemoci, během níž nebyla schopná vykonávat panovnické povinnosti.

Nizozemci měli Julianu nesmírně rádi, jejím trůnem však v roce 1956 otřásl případ negramotné léčitelky Greet Hofmans, ve kterou Juliana vkládala naději na vyléčení své nejmladší dcery z hrozící slepoty. Hofmansová postupně získala na královnu velký vliv (někdy bývá dokonce přirovnávána k Rasputinovi a jeho vlivu na carevnu Alexandru) a začala se dokonce pokoušet ovlivňovat politické dění ve státě, což vyvolalo velké pobouření a odpor. Juliana uvažovala o abdikaci, nakonec však zůstala na trůně, Hofmansová ovšem musela odejít.

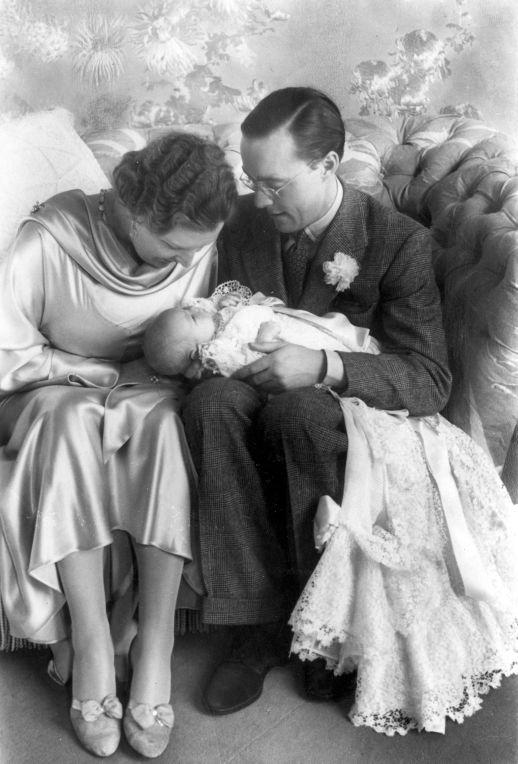
Juliana jako manželka a matka – se svým manželem Bernardem z Lippe-Biesterfeldu a novorozenou dcerou Beatrix (únor 1938)

## Abdikace
Po třiceti dvou letech panování královna Juliana – podobně jako její matka – abdikovala ve prospěch dcery. Své rozhodnutí ohlásila 31. ledna roku 1980 prostřednictvím televize: „Nebylo by ode mne rozumné další vykonávání mé funkce, když dříve nebo později se síly člověka začínají vyčerpávat a nemohu dělat svou práci tak jako dříve.“ Vybrala si den svých sedmdesátých prvních narozenin, aby podepsala abdikaci a z královského balkónu vyhlásila své poslední prohlášení: „Odstoupila jsem z trůnu. Představuji vám Beatrix, vaši novou královnu. Jsem šťastna, že jí mohu předat vládu, neboť vím, že bude v dobrých rukou.“

## Závěr života a smrt

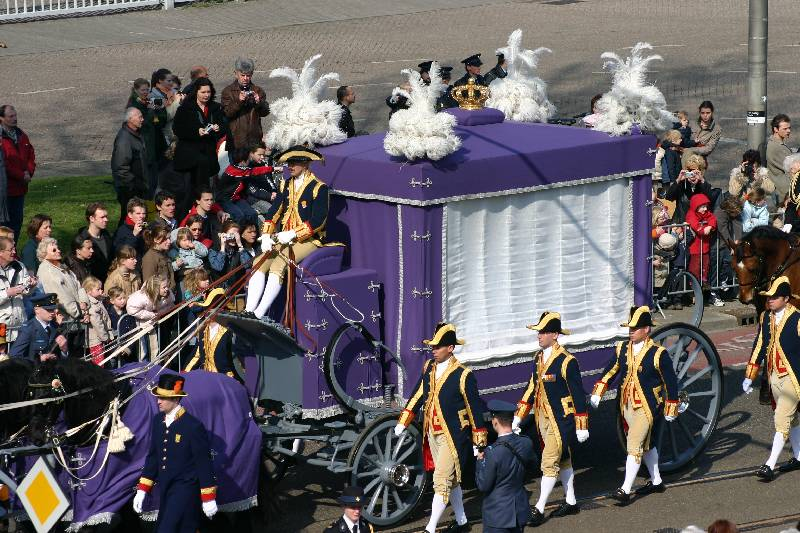
Pohřeb královny Juliany v Delftu

V poslední dekádě 20. století Juliana trpěla progresivní senilitou, Alzheimerovou chorobou, což královská rodina dlouho odmítala přiznat, v roce 2001 nicméně princ Bernard v televizním vystoupení připustil, že Juliana již nepoznává nikoho z rodiny.
Zemřela v paláci Soetsdijk v Baarnu ve věku 94 let, 20. března 2004 – přesně 70 let po své babičce Emmě de Waldeck y Pyrmont. Zemřela ve spánku na komplikace spojené se zápalem plic.
Byla balzamována (na rozdíl od své matky, která si to nepřála) a 30. března 2004 byla pohřbena po boku své matky Vilemíny v královském panteónu v Nieuwe Kerk v Delftu.

## Vývod z předků
|                    |                                              |  |                     |                                                |  |  |  |  |  |  |  | Fridrich Ludvík Meklenbursko-Zvěřínský |
|                    |                                              |  |                     |                                                |  |  |  |  |  |  |  |                                        |
|                    | Pavel Fridrich Meklenbursko-Zvěřínský        |  |                     |                                                |  |  |  |  |  |  |  |                                        |
|                    |                                              |  |                     |                                                |  |  |  |  |  |  |  |                                        |
|                    |                                              |  |                     | Jelena Pavlovna Ruská                          |  |  |  |  |  |  |  |                                        |
|                    |                                              |  |                     |                                                |  |  |  |  |  |  |  |                                        |
|                    | Bedřich František II. Meklenbursko-Zvěřínský |  |                     |                                                |  |  |  |  |  |  |  |                                        |
|                    |                                              |  |                     |                                                |  |  |  |  |  |  |  |                                        |
|                    |                                              |  |                     | Fridrich Vilém III.                            |  |  |  |  |  |  |  |                                        |
|                    |                                              |  |                     |                                                |  |  |  |  |  |  |  |                                        |
|                    | Alexandra Pruská                             |  |                     |                                                |  |  |  |  |  |  |  |                                        |
|                    |                                              |  |                     |                                                |  |  |  |  |  |  |  |                                        |
|                    |                                              |  |                     | Luisa Meklenbursko-Střelická                   |  |  |  |  |  |  |  |                                        |
|                    |                                              |  |                     |                                                |  |  |  |  |  |  |  |                                        |
|                    | Jindřich Meklenbursko-Zvěřínský              |  |                     |                                                |  |  |  |  |  |  |  |                                        |
|                    |                                              |  |                     |                                                |  |  |  |  |  |  |  |                                        |
|                    |                                              |  |                     | Karel Günther Schwarzbursko-Rudolstadtský      |  |  |  |  |  |  |  |                                        |
|                    |                                              |  |                     |                                                |  |  |  |  |  |  |  |                                        |
|                    | Adolf Schwarzbursko-Rudolstadtský            |  |                     |                                                |  |  |  |  |  |  |  |                                        |
|                    |                                              |  |                     |                                                |  |  |  |  |  |  |  |                                        |
|                    |                                              |  |                     | Luisa Ulrika Hesensko-Homburská                |  |  |  |  |  |  |  |                                        |
|                    |                                              |  |                     |                                                |  |  |  |  |  |  |  |                                        |
|                    | Marie Schwarzbursko-Rudolstadtská            |  |                     |                                                |  |  |  |  |  |  |  |                                        |
|                    |                                              |  |                     |                                                |  |  |  |  |  |  |  |                                        |
|                    |                                              |  |                     | Otto Viktor Schönbursko-Waldenburský           |  |  |  |  |  |  |  |                                        |
|                    |                                              |  |                     |                                                |  |  |  |  |  |  |  |                                        |
|                    | Matylda Schönbursko-Waldenburská             |  |                     |                                                |  |  |  |  |  |  |  |                                        |
|                    |                                              |  |                     |                                                |  |  |  |  |  |  |  |                                        |
|                    |                                              |  |                     | Thekla Schwarzbursko-Rudolstadtská             |  |  |  |  |  |  |  |                                        |
|                    |                                              |  |                     |                                                |  |  |  |  |  |  |  |                                        |
| Juliána Nizozemská |                                              |  |                     |                                                |  |  |  |  |  |  |  |                                        |
|                    |                                              |  |                     |                                                |  |  |  |  |  |  |  |                                        |
|                    |                                              |  | Vilém I. Nizozemský |                                                |  |  |  |  |  |  |  |                                        |
|                    |                                              |  |                     |                                                |  |  |  |  |  |  |  |                                        |
|                    | Vilém II. Nizozemský                         |  |                     |                                                |  |  |  |  |  |  |  |                                        |
|                    |                                              |  |                     |                                                |  |  |  |  |  |  |  |                                        |
|                    |                                              |  |                     | Vilemína Pruská                                |  |  |  |  |  |  |  |                                        |
|                    |                                              |  |                     |                                                |  |  |  |  |  |  |  |                                        |
|                    | Vilém III. Nizozemský                        |  |                     |                                                |  |  |  |  |  |  |  |                                        |
|                    |                                              |  |                     |                                                |  |  |  |  |  |  |  |                                        |
|                    |                                              |  |                     | Pavel I. Ruský                                 |  |  |  |  |  |  |  |                                        |
|                    |                                              |  |                     |                                                |  |  |  |  |  |  |  |                                        |
|                    | Anna Pavlovna Ruská                          |  |                     |                                                |  |  |  |  |  |  |  |                                        |
|                    |                                              |  |                     |                                                |  |  |  |  |  |  |  |                                        |
|                    |                                              |  |                     | Marie Fjodorovna                               |  |  |  |  |  |  |  |                                        |
|                    |                                              |  |                     |                                                |  |  |  |  |  |  |  |                                        |
|                    | Vilemína Nizozemská                          |  |                     |                                                |  |  |  |  |  |  |  |                                        |
|                    |                                              |  |                     |                                                |  |  |  |  |  |  |  |                                        |
|                    |                                              |  |                     | Jiří II. Waldecko-Pyrmontský                   |  |  |  |  |  |  |  |                                        |
|                    |                                              |  |                     |                                                |  |  |  |  |  |  |  |                                        |
|                    | Jiří Viktor Waldecko-Pyrmontský              |  |                     |                                                |  |  |  |  |  |  |  |                                        |
|                    |                                              |  |                     |                                                |  |  |  |  |  |  |  |                                        |
|                    |                                              |  |                     | Emma Anhaltsko-Bernbursko-Schaumbursko-Hoymská |  |  |  |  |  |  |  |                                        |
|                    |                                              |  |                     |                                                |  |  |  |  |  |  |  |                                        |
|                    | Emma Waldecko-Pyrmontská                     |  |                     |                                                |  |  |  |  |  |  |  |                                        |
|                    |                                              |  |                     |                                                |  |  |  |  |  |  |  |                                        |
|                    |                                              |  |                     | Vilém Nasavský                                 |  |  |  |  |  |  |  |                                        |
|                    |                                              |  |                     |                                                |  |  |  |  |  |  |  |                                        |
|                    | Helena Nasavská                              |  |                     |                                                |  |  |  |  |  |  |  |                                        |
|                    |                                              |  |                     |                                                |  |  |  |  |  |  |  |                                        |
|                    |                                              |  |                     | Pavlína Württemberská                          |  |  |  |  |  |  |  |                                        |
|                    |                                              |  |                     |                                                |  |  |  |  |  |  |  |                                        |